# ギオルギ・コブリア
ギオルギ・コブリア（グルジア語: გიორგი ქობულია、グルジア語ラテン翻字: Giorgi Kobulia、1970年1月3日 – ）は、ジョージアの政治家、経営コンサルタント。2018年7月から2019年4月まで経済・持続的発展大臣を務めた。

## 教育
1993年にトビリシ国立医科大学を卒業。2001年に米ジョージア州のエモリー大学で経営学修士を取得した。

## 職歴
米国での研究を終えた後、ギオルギ・コブリアは国際コンサルタント企業「マッキンジー」に勤務した。コブリアは専門コンサルタントとして職歴を開始し、後に同社の上級パートナーとなった。コブリアは長年に渡って行政分野における経済面でのアドバイザーを務め、大手国際企業に対して戦略マネジメントシステムや製造業活動の分野での問題解決策の提案を行った。特に石油、ガス、鉱業、冶金産業の分野で活動し、戦略開発、組織改革、運用活動の改善、供給システムの改善といったプロジェクトを、国際民間企業や公営企業企業にて実施した。
またコブリアはトビリシ循環器研究所に非常勤で勤務し、その後ジョージア国内の製薬会社Merc&Coで代表となった。